# Deer Park, Texas
Deer Park là một thành phố thuộc quận Harris, tiểu bang Texas, Hoa Kỳ. Năm 2010, dân số của xã này là 32010 người.

## Dân số
- Dân số năm 2000: 28520 người.
- Dân số năm 2010: 32010 người.